# Kerk van Canhusen
De Kerk van Canhusen (Duits: Canhuser Kirche) is het kerkgebouw van de hervormde gemeente in het Oost-Friese dorp Canhusen in de gemeente Hinte (Nedersaksen).

## Geschiedenis
Aan de huidige kerk ging een voorganger uit 1560 vooraf. Daarvoor waren de bewoners van Canhusen voor het bijwonen van de eredienst aangewezen op het klooster van Aland. In 1684 werd de kerk uitgebreid met een grafkelder voor de familie Polmann.
De kerk van nu stamt uit het jaar 1789, toen de grafkelder gesloten en het westelijke deel van de kerk verkleind werden. De preekstoel, die oorspronkelijk aan de noordelijke muur stond, bevindt zich sindsdien aan de oostelijke muur.
In het kader van de renovatie in het jaar 1989 werden de ramen vernieuwd en de gekleurde verflagen van de kansel verwijderd. Tijdens de werkzaamheden werd ook de grafkelder herontdekt.
Tegenwoordig delen de gemeenten Canhusen en Loppersum een gemeenschappelijke predikant.

## Bouw
De eenvoudige bakstenen zaalkerk wordt door een schilddak met een centrale dakruiter afgesloten. De klok stamt uit het klooster van Sielmönken. Deze klok uit 1508 werd door de klokkengieter Arent van Wou gegoten en draagt het inschrift Maria. Augustinus. Byn yk geheten unt int Jaer 1508 goet Arent Van Wou my.
Drie grote ramen in de zuidelijke muur en twee ramen met korfbogen in de oostelijke muur verlichten het gebouw. De noordelijke en westelijke muur kennen geen ramen. Ook het zuidelijk portaal heeft een korfboog. Boven de ingang is de naam van de kerkvoogd Ude Willms Ellerbroek op een zandstenen gevelsteen vereeuwigd.

## Inrichting

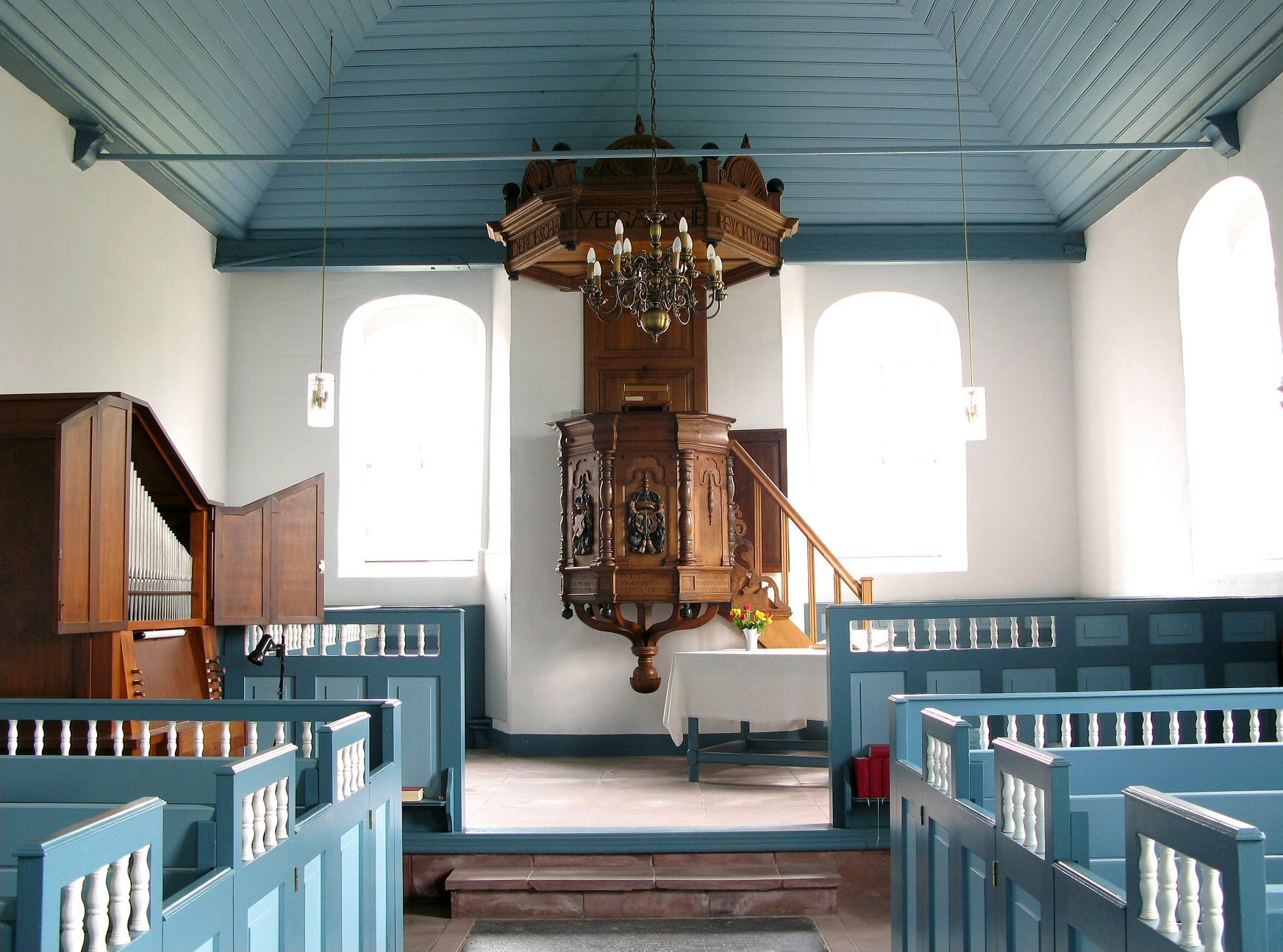
Interieur

De eenvoudige binnenruimte wordt door een houten tongewelf afgesloten. In het oostelijke deel van de kerk is de vloer enigszins verhoogd. De bouw van de renaissance kansel begon op 17 november 1684. De preekstoel heeft een zeshoekige kuip, die versierd is met hoekzuiltjes en houtgesneden wapens op de tussenvelden. De kastbanken zijn net als het houten tongewelf in blauwe tinten geschilderd. Tussen de banken liggen grafzerken in de vloer.
De kerk kreeg in 1994 een orgelpositief, dat vijf registers op één manuaal en aangehangen pedaal bezit. Gustav Steinmann bouwde het instrument in 1956. Tot 1975 bevond het orgel zich in Weste bij Bad Oeynhausen en daarna tot 1993 in Haupensiek-Gohfeld. Het kerkorgel werd in 1994 door Stephan Heberlein gerenoveerd en verplaatst naar Canhusen.